# Max Waller
Max Waller, właśc. Léopold-Nicolas-Maurice-Édouard Warlomont lub Maurice Warlomont (ur. 24 lutego 1860 w Brukseli, Belgia, zm. 6 marca 1889,  w Saint-Gilles, k. Brukseli, Belgia) – belgijski poeta, krytyk literacki, nowelista i dramatopisarz piszący w języku francuskim, znany bardziej pod swym pseudonimem literackim Max Waller.
W 1881 był jednym z założycieli przeglądu literackiego La Jeune Belgique (Młoda Belgia, 1881-97), które było w owym czasie wiodącym pismem literackim w Belgii. 
Na początku swojej kariery publikował pod wieloma pseudonimami: Olivier, Peter Corneille, Jacques (w piśmie literackim La Nation), Rimaille i Siebel, by ostatecznie wybrać pseudonim Max Waller. 
Waller zmarł w młodym wieku (w chwili śmierci miał 29 lat) i wydał tylko jeden liczący się tomik wierszy, pt. La flûte à Siebel (1887; Flet Siebela), zawierający zbiór zgrabnych, krótkich wierszy pisanych w stylu parnasizmu. Są one zbliżone w nastroju do poezji Heinricha Heinego, Jules’a Laforgue’a i Paula Verlaine’a.